# Alperen Şengün
Alperen Şengün (* 25. Juli 2002 in Giresun) ist ein türkischer Basketballspieler, welcher seit 2021 bei den Houston Rockets in der National Basketball Association (NBA) spielt. Şengün ist 2,11 Meter groß und läuft meist als Center auf. Er wurde im NBA-Draft 2021 an 16. Stelle von den Oklahoma City Thunder ausgewählt und an die Houston Rockets transferiert.

## Werdegang
Şengün durchlief die Basketballausbildung zunächst in seiner Heimatstadt Giresun und spielte im Nachwuchsbereich des örtlichen Universitätssportvereins. 2014 wechselte er in den Nachwuchs des Erstligisten Banvit BK. 2018/19 sammelte er Spielerfahrung in der zweiten türkischen Liga bei Bandırma Kırmızı. In der Saison 2019/20 gab er seinen Einstand in der ersten türkischen Liga und erzielte für Banvit BK in 22 Einsätzen im Durchschnitt 5 Punkte. Mit der Mannschaft trat er ebenfalls in der Champions League an.
Nach seinem Wechsel zu Beşiktaş Istanbul erhöhten sich seine Werte in der türkischen Liga erheblich. Şengün brachte es in der Hauptrunde der Saison 2020/21 auf 19,2 Punkte und 9,4 Rebounds je Begegnung und wurde als bester Spieler der Hauptrunde ausgezeichnet. Im europäischen Vereinswettbewerb FIBA Europe Cup kam er in drei Spielen auf einen Mittelwert von 23 Punkten. Er meldete sich 2021 zum Draftverfahren der nordamerikanischen NBA an, in dem er an 16. Stelle von den Oklahoma City Thunder ausgewählt wurde. Oklahoma gab ihn im Tausch gegen andere Auswahlrechte an die Houston Rockets ab. Am 5. März 2024 gelang ihm beim 114:101-Sieg gegen die San Antonio Spurs eine persönliche NBA-Bestleistung von 45 Punkten. Die Saison 2023/24, in der er für Houston im Durchschnitt 21 Punkte erzielte, wurde als Şengüns Durchbruch in der NBA gewertet.

### Nationalmannschaft
Nach Einsätzen in den Jugendauswahlen der Türkei wurde er im November 2020 in einem Qualifikationsspiel zur Europameisterschaft 2022 erstmals in der A-Nationalmannschaft eingesetzt.

## Auszeichnungen
- 1× NBA All-Star: 2025

## Karriere-Statistiken

### NBA

#### Hauptrunde
| Saison  | Team    | GP  | GS  | MPG  | FG % | 3P % | FT % | RPG | APG | SPG | BPG | PPG  |
| ------- | ------- | --- | --- | ---- | ---- | ---- | ---- | --- | --- | --- | --- | ---- |
| 2021–22 | Houston | 72  | 13  | 20.7 | .474 | .248 | .711 | 5.5 | 2.6 | 0.8 | 0.9 | 9.6  |
| 2022–23 | Houston | 75  | 72  | 28.9 | .553 | .333 | .715 | 9.0 | 3.9 | 0.9 | 0.9 | 14.8 |
| 2023–24 | Houston | 63  | 63  | 32.5 | .537 | .297 | .693 | 9.3 | 5.0 | 1.2 | 0.7 | 21.1 |
| Gesamt  | Gesamt  | 210 | 148 | 27.2 | .528 | .284 | .705 | 7.9 | 3.8 | 1.0 | 0.9 | 14.9 |

(Quelle:)